# Mesosemia lacernata
Mesosemia lacernata is een vlindersoort uit de familie van de prachtvlinders (Riodinidae), onderfamilie Riodininae.
Mesosemia lacernata werd in 1909 beschreven door Stichel.